# 无敌破坏王
《无敌破坏王》是一部美國3D電腦動畫喜劇片，由華特迪士尼動畫工作室製作，為第52部華特迪士尼經典動畫長片。電影由瑞奇·摩爾執導，劇本由珍妮佛·李和菲爾·強斯頓根據摩爾、強斯頓和吉姆·瑞爾頓寫出的故事所創作。主要配音員包括約翰·C·萊利、莎拉·席佛曼、傑克·麥克布萊爾和珍·林奇，講述一位來自街機遊戲裡的反派角色，試圖改變自己當反派的命運而去當一位英雄。
電影於2012年11月2日上映，票房和口碑上均成功，贏得2012年的安妮獎最佳動畫片獎，以及奧斯卡最佳動畫片獎和金球獎最佳動畫的提名。續集《無敵破壞王2：網路大暴走》於2018年11月21日上映。

## 劇情
擁有「無敵破壞王」之稱的雷夫生活在1980年代出品的街機遊戲《修繕王阿修》中，身份是每天在好人公寓搞破壞的反派角色，而主人公阿修則是由玩家操作，及時對大樓進行修補的英雄主人公。在遊戲運行的三十年下來，阿修包攬一切榮耀，使遠離阿修和其他居民並獨居垃圾堆中的雷夫開始厭倦這種不公平的生活。在遊戲廳晚上關門期間，大部分遊戲角色會離開自己的遊戲，來到所有遊戲連接的電源接線板中的「中央車站」匯聚。當雷夫首次跟街機廳其他遊戲反派人物交際時，表示自己不想再繼續當反派、甚至顯露出離開遊戲的想法，但其他感同身受的反派們告誡他絕對不能破壞程序，源於後果會導致遊戲機必定會從遊戲廳中撤走送去報廢，同時集體開導他扮演遊戲中的反派對遊戲同樣重要，但這並未安慰沮喪的雷夫。交際結束後，返家的雷夫發現《修繕王阿修》的角色們正在舉辦30周年慶祝派對，並再一次無視了他。在魯莽的闖入派對並與住戶們發生爭吵後，雷夫決定鋌而走險地到其他遊戲裡拿一枚阿修在每次通關遊戲後就能拿到的獎牌回來，認為只有這麼做才能讓其他人重視他。
由於雷夫的缺席，遊戲廳老闆史丹誤以為該遊戲出故障而貼上告示，讓阿修等居民驚恐萬分，直到從Q博特口中得知雷夫的行蹤。雷夫冒名闖進第一人稱射擊遊戲《英雄使命》，然而不知道內容是擊殺大量外星機械蟲而搞砸遊戲過程，最後獨自爬到終點頂端得到一枚獎牌。然而，雷夫不慎放出一隻機械幼蟲，跟牠共同坐進一架逃生艙離開遊戲，誤闖糖果主題的賽車遊戲《甜蜜衝刺》中。英雄使命指揮官卡轟為了防止逃出去的機械蟲持續繁殖乃至吞噬掉其他遊戲，決定前往甜蜜衝刺中消滅逃跑的機械蟲。前來尋找雷夫的阿修跟隨她一同前去，解釋到遊戲廳曾經發生過的先例：《渦輪時代》的主人公渦輪因嫉妒新遊戲《公路狂飆》搶走他的風頭，不惜入侵且試圖佔據公路狂飆，最後導致公路狂飆連同渦輪自己的遊戲機同時故障送去報廢。
雷夫在甜蜜衝刺世界中迫降，而機械蟲則掉進太妃糖沼澤中沉下去，一名生活在野外的遊戲人物雲妮露搶跑他的獎牌，將其視作加入晚上關門期間的車賽資金，好讓她贏得前九名次並作為玩家可選角色。但遊戲統治者糖果王認為她是一個「漏洞」而盡其所能禁止她參賽，就連其他女孩車手都強烈抵促並欺負她，直到想追回獎牌的雷夫現身救下她。雲妮露看中他的力大無窮，於是跟雷夫達成共識，一旦幫她贏得比賽就會歸還獎牌。兩人於是在工廠造出一台新賽車，隨後躲入雲妮露居住的可樂火山，當中包括一個未完成的額外賽道，下方則是掉進曼陀珠就會爆發的岩漿。雷夫得知雲妮露即使不會開車但仍然想贏得比賽，於是打出一條訓練賽道教導她。但比賽前，糖果王入侵遊戲代碼拿回雷夫的獎牌，隨後偷偷會面雷夫還給他，但交換條件是阻止雲妮露參賽。糖果王解釋這麼做才能防止雲妮露遊戲時發生短路，讓玩家誤以為是遊戲故障而送去報廢，身為漏洞而離不開遊戲的雲妮露則會一併刪除。雷夫因此輕信他的話，當場破壞掉他跟雲妮露做出的賽車。
回到《修繕王阿修》後，雷夫得知他的離開導致其他住戶紛紛遷離，雖然如願以償地得到想要的一切，卻只感到愧疚而將手中的獎牌扔掉。這時，雷夫注意到遊戲屏幕外的甜蜜衝刺街機上印有雲妮露的角色圖，由此發現她根本不是漏洞，於是回到甜蜜衝刺追問糖果王的助手優格比爾，才得知是糖果王破壞過雲妮露的代碼、甚至封鎖所有人物的記憶，但只要讓雲妮露越過終點線就能讓遊戲重置成初始狀態。為了讓遊戲恢復正常，雷夫衝入王宮地牢救出雲妮露以及不久前被抓的阿修，讓阿修拼回賽車後讓雲妮露加入車賽。當糖果王試圖阻止她時，雲妮露的短路現象傳到糖果王身上，讓眾人發現糖果王的原型是失蹤多年的渦輪，其入侵且改寫甜蜜衝刺的代碼來統治這裡。但雲妮露巧妙地熟練運用自己的短路，瞬間移動到前方而超越他。
這時，雷夫帶進來的機械蟲躲在地底大量繁殖，集體從地面釋出後開始吞噬一切。終點線被毀後，卡轟帶領所有人物逃離這個世界，只有雲妮露沒辦法逃走。雷夫靈機一動想到靠促成健怡可樂火山噴發來消滅機械蟲，但過程中受到被機械蟲吃掉而混為一體變成電腦病毒的糖果王越加阻攔。雷夫於是不顧性命一拳往下衝，將山頂所有曼陀珠打入火山裡，即將一同落進火山之際被開車回來的雲妮露救出去。火山噴發造成所有會受強光吸引的機械蟲集體飛向噴發的岩漿自燃，而糖果王同樣也不由自主地飛過去而被岩漿徹底消滅。危機結束後，阿修修好終點線讓雲妮露開車越過，遊戲重置過程中，所有人發現雲妮露其實才是統治甜蜜衝刺的公主。但這次經歷讓雲妮露放棄公主體制，並改為以總統來領導人民的民主制，成為賽車隊的領袖跟大家一起賽車。
雷夫婉拒雲妮露想讓他繼續留在糖果王國的請求後，由於遊戲廳開門將至，所有人互相告別後跟阿修和卡轟回到各自的遊戲崗位上。雷夫的回歸讓《修繕王阿修》免於送去報廢的危機，這次冒險讓阿修和卡轟變成相愛的夫妻，雷夫也得到其他居民的尊敬和愛戴，並且還接納Q博特等其他因遊戲機被撤走而無家可歸的遊戲人物加入《修繕王阿修》的大家庭，讓他的遊戲更加豐富多彩。雷夫也終於從當反派及拿獎牌的事情中釋懷，認為他如今跟雲妮露結交的深厚友情，對他而言已經滿足。

## 角色

### 角色介紹
無敵破壞王雷夫（Wreck-It Ralph）
1982年所推出的電玩遊戲《修繕王阿修》的對立角色，是個用獨特怪力破壞好人公寓，妨礙主角工作的壯漢。原本是居住在森林中的樹樁（雷夫的家）裡面，後來建築工人用推土機把樹樁（連裡面的雷夫）丟到垃圾場使雷夫不滿，森林已經被剷平而建造好人公寓，這就是雷夫想破壞好人公寓的開端（因為本人失去自己居住的地方）。
在遊戲中當了30年的敵役，對好人公寓居民們的排擠感到不諒解，而與他們賭氣後離開《修繕王阿修》到其他遊戲，證明自己就算是敵役也能拿到屬於主角英雄的金牌。
雖然遊戲中作為敵役，但個性卻相當善良、正直及溫柔，且在對遊戲被淘汰的Q伯特伸出援手一事中顯現富有同情心的一面，甚至在遊戲《英雄使命》中表現出厭惡暴力及膽小的一面。雖然專長是用自己的巨臂破壞物品，但反過來說仍然能創造出東西，例如雲妮露的賽車以及可樂火山裡替她打造的練習賽車道。
在遊戲《甜蜜衝刺》遇到與自己同病相憐的雲妮露之後，便決心幫助她參加賽車比賽。結局中阿修跟卡轟進行結婚典禮時穿西裝來祝福（但沒穿鞋）。
雲妮露·凡史威兹（Vanellope von Schweetz）
1997年所推出的電玩遊戲《甜蜜衝刺》的角色之一，是個有點小惡魔性格的9歲小女孩，但因本身是個漏洞而導致畫質不穩，因而受到其他角色排擠。
原本為《甜蜜衝刺》的重要角色，但被糖果王多次阻撓參賽。實際上雲妮露的真實身分是《甜蜜衝刺》中糖果王國的公主，只是被化身為糖果王的渦輪竄改程式霸佔了雲妮露的王位。起初是為了跟雷夫作條件交換而合作，但兩人經歷了多次爭吵及合作後反而加深了友情。雖然會因自身的bug造成閃爍而被排擠，本身也有瞬間移動，但實際上這是被化身糖果王的渦輪竄改程式後而使原本為遊戲主角的雲妮露呈現程式異常的情形，也因為如此而被遊戲中央車站的反bug功能隔離而無法離開自己的遊戲。而瞬間移動是本身自有的特殊能力。雲妮露在劇情後段的賽車中逐漸能控制自己的瞬間移動能力與bug並運用自如，並且無意間以其能力揭穿糖果王的真面目。
在《甜蜜衝刺》遊戲復原之後，雲妮露仍能保有瞬間移動的能力，並能離開自己的遊戲世界來去自如。結局中阿修跟卡轟進行結婚典禮時有穿曾經是公主身分的服裝來祝福。
修繕王阿修（Fix-It Felix Jr）
1982年所推出的電玩遊戲《修繕王阿修》的主角和英雄，負責幫好人公寓修復雷夫所破壞的地方。與雷夫在遊戲中是相反的存在，受到好人公寓居民的歡迎，雖然不像好人公寓的其他居民一樣刻意排擠雷夫，但也很少互相往來。
因為雷夫的離開導致遊戲要被淘汰，所以隻身一人出發去尋找雷夫，在《英雄使命》中遇到女上士卡轟後對她一見鍾情。在電影中因為被糖果王給囚禁過，想起並學雷夫常說的話：「我要破壞它。」去敲監獄的柱子，但敲監獄的柱子更加強化。而體會到雷夫平常被排擠而感到孤獨的心情，最後與好人公寓的居民們一起對雷夫展示友好的態度，結局中跟卡轟結婚。
手上有著一把家族代代傳承的神奇金槌，不論是什麼東西只要一敲就會恢復（包括自己的臉），但無法破壞物品，就算是意圖破壞的敲打也反而會使東西更加強化。
卡轰（Sergeant Tamora Jean Calhoun）
2012年所推出的射擊遊戲《英雄使命》中的女上士隊長，負責引導玩家進行遊戲。背景故事設定過去是個普通的女軍人，原本與戀人相愛並舉行婚禮，但婚禮當天自己的伴侶卻被突然闖入的機器飛蛾吃掉，從此便封印自己的感情並以殲滅機器飛蛾為工作。也是雷夫在《英雄使命》的上司，對下屬極為嚴厲，只要達不到要求的都會被卡轟痛毆。之後為了追逐逃出遊戲的機器飛蛾，而與阿修合作，前進《甜蜜衝刺》的世界。
原本對阿修極為厭惡，但後來的行動中漸漸對他心動，最終兩人有情人終成眷屬，成為一對夫妻（結婚當天也有充足戒備防止機器飛蛾再度來襲）。
糖果王/渦輪（King Candy/Turbo）
電玩遊戲《甜蜜衝刺》的前統治者，總是以雲妮露為bug做為藉口，不斷妨礙她出賽。
真實身分為與《修繕王阿修》同一時期的賽車遊戲《渦輪時代》（Turbo Time）的賽車手渦輪，愛現時會說出「渦輪棒」（Turbo Tastic!）的口頭禪。當年因為忌妒新的賽車遊戲《公路狂飆》（Road Blasters）搶走渦輪的風采，進而穿越遊戲進行破壞和佔領《公路狂飆》，導致自己遊戲在內的兩台遊戲機都故障銷毀。效法渦輪這句話與行為也成為一個禁忌，用來警惕其他遊戲人物別重蹈渦輪的行為。但渦輪其實沒有消失，而是隱藏身分潛進《甜蜜衝刺》並將遊戲改寫後，破壞雲妮露的程式使她變成突波，霸佔她原有的王位並屢屢迫害她。
最後被飛蛾吞噬後與飛蛾合為一體成為病毒，意圖要佔領電玩場所有的街機遊戲，在可樂火山上的曼陀珠火山口阻撓雷夫，結局是和其他飛蛾一起被火山爆發的岩漿吸引衝進去而消滅。
太妃妲·羊奶軋糖（Taffyta Muttonfudge）
電玩遊戲《甜蜜衝刺》的角色之一，在一群作為賽車手的孩子中類似車隊隊長的身分，總是帶頭排擠雲妮露。但是在《甜蜜衝刺》遊戲被重新設定並回復記憶之後，太妃妲與其他小車手們懊悔以前對雲妮露公主的排擠與欺侮並向她致歉。雲妮露公主對此假意要全部處決太妃妲們，結果太妃妲與其他小車手們哭着向她求饒。
温吉尔（Wynnchel）
電玩遊戲《甜蜜衝刺》的角色之一，造型為巧克力條，與甜甜圈保安一組。
邓肯（Duncan）
電玩遊戲《甜蜜衝刺》的角色之一，造型為甜甜圈，與巧克力條保安一組。
優格比爾（Sour Bill）
電玩遊戲《甜蜜衝刺》的角色之一，外表為一顆綠色的優格糖，為糖果王的大臣兼發言人，聲音低沉，最後被雷夫威脅說出實情。
老金（Gene）
1980年所推出的電玩遊戲《修繕王阿修》的角色之一，是好人公寓的房東。因為遊戲的設定，常聯合公寓居民把雷夫從公寓頂樓丟下去，自己也是每次在遊戲一開始時就被雷夫打破窗戶並被扔出去的角色。一開始老金與其他公寓居民都排擠歧視雷夫，只因為對雷夫這個敵役角色感到恐懼厭惡。但是經歷雷夫「罷工」事件之後，使老金們了解到雷夫的重要性，不再像從前一樣排擠歧視他。
在雷夫回歸後，可以看到老金在遊戲的加分關中被炸彈給炸飛。
麵包爸爸（Beard Papa）
電玩遊戲《甜蜜衝刺》的角色之一，糖果賽車工廠的管理人兼警衛，形象取自日本泡芙連鎖泡芙爸爸。

### 配音員
| 配音                              | 配音        | 配音                                                                         | 配音     | 角色                                      |
| 美國                              | 台灣        | 香港                                                                         | 中國大陸 | 角色                                      |
| --------------------------------- | ----------- | ---------------------------------------------------------------------------- | -------- | ----------------------------------------- |
| 约翰·C·赖利                       | 白雲        | 黃秋生                                                                       | 胡軍     | 無敵破壞王雷夫（Wreck-It Ralph）                |
| 莎拉·席爾蔓                       | 曾詩淳      | 鄧紫棋                                                                       | 谢娜     | 雲妮露·凡史威茲（Vanellope von Schweetz） |
| 傑克·麥克布萊爾                   | 王辰驊      | 陳楚鍵                                                                       | 吳磊     | 修繕王阿修（Fix-It Felix Jr）             |
| 珍·林奇                           | 姜瑰瑾      | 邵美君                                                                       | 黃雷     | 卡轟（Sergeant Tamora Jean Calhoun）      |
| 艾倫·圖代克                       | 陳宗岳      | 張錦程                                                                       | 張欣     | 糖果王（King Candy）                      |
| 敏蒂·克林                         | 龍顯蕙      | 麥智鈞                                                                       |          | 太妃妲·羊奶軋糖（Taffyta Muttonfudge）    |
| 喬·洛·特魯格里奧                  | 張騰        | 盧富泰                                                                       |          | 馬克斯基（Markowski）                     |
| 艾德·奥尼尔                       | 李勇        | 李忠強                                                                       |          | 史丹先生（Mr. Stan Litwak）               |
| 丹尼斯·赫柏特                     | 王希華      | 陳旭恆                                                                       |          | 隊長（General Hologram）                  |
| 亞當·卡洛拉                       | 蔡阿嘎      | 朱栢康                                                                       |          | 溫吉爾（Wynnchel）                        |
| 霍拉提歐·山切茲                   | 鈕凱暘      | 李建良                                                                       |          | 鄧肯（Duncan）                            |
| 里奇·摩尔                         | 蔡阿嘎      | 高翰文                                                                       |          | 優格比爾（Sour Bill）                     |
| 伊迪·迈克莱尔                     | 龍顯蕙      | 蘇青鳳                                                                       |          | 瑪麗（Mary）                              |
| 雷蒙·S·珀西                       | 孫中台      | 古明華                                                                       |          | 老金（Mayor Gene）                        |
| 傑斯·哈尼爾                       | 李勇        |                                                                              |          | 唐（Don）                                 |
| 蕾秋·哈里斯                       | 劉小芸      |                                                                              |          | 蒂娜（Deanna）                            |
| 史蓋勒·奧斯丁                     | 夏治世      |                                                                              |          | 羅伊（Roy）                               |
| 凱蒂·羅斯                         | 劉小芸      |                                                                              |          | 燭光仙蜜（Candlehead）                    |
| 傑米·艾爾曼                       | 陳貞伃      |                                                                              |          | 牛油小維斯（Rancis Fluggerbutter）        |
| 喬西·崔尼達德                     |             |                                                                              |          | 歡樂融冰冰（Jubileena Bing-Bing）         |
| 辛普博瑞·華克                     |             |                                                                              |          | 蜂蜜冬季甜品（Crumbelina DiCaramello）    |
| 菲爾·強斯頓                       | 李勇        |                                                                              |          | 遊戲中心人員（Surge Protector）           |
| 史蒂芬妮·史考特                   | 薛晴        |                                                                              |          | 女孩（Moppet Girl）                       |
| 約翰·迪·馬吉歐                    | 夏治世      |                                                                              |          | 麵包爸爸（Beard Papa）                    |
| 雷蒙·S·珀西                       | 劉傑        |                                                                              |          | 殭屍（Zombie）                            |
| 布萊恩·凱辛格                     |             |                                                                              |          | 獨眼怪（Cyborg）                          |
| 馬丁·賈維斯                       | 姜先誠      |                                                                              |          | 薩丹（Saitine）                           |
| 塔克·吉爾莫                       | 夏治世      |                                                                              |          | 甜蜜衝刺廣播員（Sugar Rush Announcer）    |
| 布萊登·史考特                     | 使用原音    | 使用原音                                                                     | 使用原音 | 庫伯（Kohut）                             |
| 提姆·莫頓斯 尼克·格里姆肖（英國） | 夏治世      |                                                                              |          | 布萊德·史考特博士（Dr. Brad Scott）       |
| 毛瑞斯·拉馬齊                     | 夏治世      | 黎景全                                                                       |          | 酒保（Tapper）                            |
| 羅傑·克雷格·史密斯                | 蔡阿嘎      |                                                                              |          | 刺猬索尼克（Sonic the Hedgehog）          |
| 凱爾·休伯特                       |             |                                                                              |          | 隆（Ryu）                                 |
| 魯賓·朗德恩                       |             |                                                                              |          | 拳（Ken Masters）                         |
| 戈納德·C·雷福斯                   |             |                                                                              |          | 维加（M. Bison）                          |
| 里奇·摩尔                         | 王希華      | 朱栢康                                                                       |          | 桑吉野夫（Zangief）                       |
| 凱文·德特爾斯                     | 夏治世      | 李建良                                                                       |          | 鬼魂（Clyde）                             |
| 傑米·史巴瑟·羅伯特斯              | 龍顯蕙      |                                                                              |          | 尤妮（Yuni Verse）                        |
|                                   | 劉安 馬伯強 | 陳振聲 鄭佩嘉 金貞彤 關信培 郭碧珍 林寶怡 劉淑儀 梁天朗 賴芸芬 盧行偉 楊潮凱 |          |                                           |

## 真實遊戲角色及引用
在本片當中，也有出現著名遊戲公司的遊戲人物：
- 任天堂公司的系列遊戲、瑪利歐賽車系列
  - 庫巴：反派互助會的成員之一，在互助會開會時被破壞王不想當反派的話嚇到吐火球。
  - 瑪利歐：劇中完全沒有出現，但從阿修口中有提到說會受邀蒞臨《修繕王阿修》的30周年派對，被阿修說很會遲到，但其實迪士尼是曾有考慮要讓瑪利歐出現。
  - 瑪利歐賽車系列：在遊戲裡的競速遊戲甜蜜衝刺（Sugar Rush）也是以瑪利歐賽車系列以往的糖果賽道為藍圖。
  - 在電玩中央車站的場景中似乎也有出現黛西公主以及碧姬公主又羅潔塔樣的公主（也有人認為此兩位公主的洋裝樣式分別代表美女與野獸的貝兒以及灰姑娘的仙杜瑞拉）。
- Namco公司小精靈（Pac-Man）遊戲
  - Pac-Man（舊版）：在《修繕王阿修》的30周年派對中登場。
  - 反派鬼魂（Clyde，橘色）：反派互助會的成員之一，會像人類一樣講話，在互助會開會時被破壞王不想當反派的話嚇到全身變成深藍色和表情變了，劇情開頭的反派互助會也是在自己的巢穴中舉行的。
- 卡普空公司的遊戲
  - 肯：劇情一開始遊樂場打烊時受隆邀請去泰柏酒吧喝一杯。
  - 隆：劇情一開始遊樂場打烊時邀請肯去泰柏酒吧，破壞王在泰柏酒吧找泰柏商談時也在對桌飲酒。另外在劇情結束的片尾製作群名單字幕中與破壞王及雲妮露參加破壞汽車的小遊戲。
  - 春麗與倩咪：在遊戲中央車站大廳以路過角色登場，另外春麗的畫像也有掛在泰柏酒吧後走廊的牆上。
  - 桑吉爾夫：反派互助會的成員之一（嚴格來說並非遊戲預設的反派，但美國方面的遊戲宣傳將其前蘇聯出生而歸類為反派），在互助會上向破壞王分享當反派角色的心得。
  - 貝卡將軍：反派互助會的成員之一，在互助會上指責破壞王效法渦輪的想法。
  - 布兰卡：在片尾製作群名單字幕中出現，放電攻擊破壞王。
- 科樂美公司的音樂遊戲X2（Dance Dance Revolution X2）
  - Yuni：在劇情一開始遊樂場打烊時本人通知大家收工休息。
- 世嘉公司的音速小子系列遊戲
  - ：出現次數最多，在遊戲中央車站的廣告面板中有其警告如果在屬於自己遊戲以外的遊戲世界中死亡就無法死而復生，也短暫出現在《修繕王阿修》的30周年派對，《修繕王阿修》阿修的婚禮觀眾席，以及兩次被撞飛掉金環（一是被破壞王搭乘的逃生艦從英雄使命飛到中央車站再前往甜蜜衝刺時撞到，二是在片尾製作群名單字幕中被蛋頭博士的飛行艦撞到），另外在泰柏酒吧也有本人與搭擋塔爾斯的畫像。
  - 蛋頭博士：反派互助會的成員之一。
- 死亡鬼屋系列遊戲
  - 殭屍（第一代雙斧殭屍）：反派互助會的成員之一，在互助會上勸說破壞王不需在意自己外在的反派形象，不論好壞都要忠於自我。
- Gottlieb公司的Q伯特系列遊戲
  - Q伯特：因為遊戲被淘汰而與同伴流落在遊戲中央車站大廳，在破壞王「罷工」事件過後受邀到《修繕王阿修》的世界工作（在加分關工作）。爭議：如果Q伯特失去自己遊戲，來到《修繕王阿修》的世界工作等於來到自己遊戲以外的遊戲世界，萬一Q伯特們被消滅就無法重生。劇中未交代阿修他們改寫自己遊戲程式。
- 泰柏酒吧（Tapper）
  - 泰柏：泰柏酒吧的老闆。
- Data East公司的漢堡屋（Burgertime）系列遊戲
  - 漢堡屋的廚師：破壞王在泰柏酒吧找泰柏商談時在對桌飲酒。
- Namco公司的打氣人（Dig Dug）遊戲
  - 打氣人、氣球怪（Pooka）與噴火龍（Fygar）：在遊戲中央車站大廳以路過角色登場。
- 真人快打（Mortal Kombat）系列遊戲
  - Smoke與Kano：反派互助會的成員之一。
- 光明與黑暗（Shinning Force）系列遊戲
  - 米夏耶拉（mishaela）：反派互助會的成員之一。
- 獸王記（Altered Beast）系列遊戲
  - Neff：犀牛魔神，反派互助會的成員之一。
- 古墓奇兵（Tomb Raider）系列遊戲
  - 蘿拉·卡芙特：劇中沒有出現。破壞王在互助會結束後回自己遊戲的路上被臨檢員問名字時一度隨口謊稱自己的名字為蘿拉卡芙特（Lara Croft），不過對方並未採信而是直接再問一次。（在香港版就改為破壞王謊稱作黃秋生，即是他的粵語配音員。）

以上電玩人物迪士尼公司均經過這些電玩公司的同意、加註版權以及協助繪製。
- 其他反派互助會的人物：
  - 綠色獨眼怪物（名字不明）：有戴皇冠的、許多眼睛、牙齒尖銳、許多觸手或腳、樣子聯想到梅杜莎。
  - 紅惡魔（疑似不承認自己是真正的撒旦從而自稱萨丁？）：左手拿著杖、胸前戴首飾、穿腰帶或長褲、有穿紫色披風。
  - 黃色武裝機器人（名字不明）：右手是圓鋸武器、左手是鉗子武器。

## 市場推廣

迪士尼推出、模擬《無敵破壞王》片中遊戲的遊戲機。

迪士尼在美國洛杉磯舉辦的E3電子遊戲展中，特別推出一台模擬《無敵破壞王》內容的遊戲機來推廣本電影。
《无敌破坏王》的3D版在2015年2月4日通过任天堂eShop登陆任天堂3DS掌机平台，这是继《飞屋环游记》之后第二部登陆任天堂3DS的完整版3D电影。

## 花絮
- 在劇中破壞王搜索泰柏酒吧儲藏室的失物箱中有出現瑪利歐的香菇、潛龍諜影系列中的驚嘆號、以及桑吉爾夫的緊身褲。
- 在一開始修繕王阿修的遊戲中，上方顯示了最高分120501，其數字暗示著華特·迪士尼的生日1901年12月5日。
- 修繕王阿修30周年慶的派對上出現的DJ，其造型參考為本片中的遊戲英雄使命創作背景音樂的的音效師Skrillex。
- 糖果王的造型來自當年為愛麗絲夢遊仙境中的瘋帽匠配音的喜劇演員Ed Wynn，他曾參與多部百老匯表演，並以傻裡傻氣、搖擺不定的講話方式，以及搞笑的服裝道具和表演風格而聞名，糖果王在某方面來說是在對瘋帽匠致敬。
- 遊戲的片尾中使用了大量過去知名遊戲的場景，如超級瑪利歐兄弟（只有出現和超級瑪利歐兄弟相似的場景而已，並沒有出現瑪利歐本人，硬幣也改成金牌。）、快打旋風及大金剛等，推測是在向這些遊戲致敬。
- 劇中糖果王要進入《甜蜜衝刺》的遊戲程式時，輸入的密碼為↑ ↑ ↓ ↓ ← → ← → B A，此按法為科樂美公司的遊戲中常見的科樂美秘技按鍵（而且他按的遙控器是美國版的任天堂紅白機）。
- 片尾結束的迪士尼城堡商標中使用了遊戲當機畫面的風格。
- 在日本上映的版本片名為（以「甜蜜衝刺」的英文Sugar Rush轉譯成片假名命名），其中小車手「咲薄荷」（Minty Zaki）改成更和風化的「櫻薄荷」（Minty Sakura）。
- 劇中雲妮露曾經居住，破壞王將曼陀珠火山口打入可樂岩漿會爆發的可樂火山是以可樂加曼陀珠噴發現象為原型設定的。
- 在影片撥放前的汽船威利號商標，其畫面與風格在本片變為任天堂紅白機的八位元風格。

## 後續
在2016年6月30日，迪士尼正式宣佈開拍《无敌破坏王2：大闹互联网》，主角破壞王和雲妮露·凡史威茲亦將回歸，而電影舞台將設定為互聯網世界，並預計在2018年3月9日上映。後修正上映日期美國時間2018年11月29日。

## 评价
烂番茄好评率86%，IMDb上更是获得了7.7的高分；《亚利桑那共和报》、《纽约时报》、《时代周刊》、《综艺》等纷纷给出满分。本片被不少观众评为“年度最佳动画电影”，並入圍了2012年奥斯卡最佳动画电影，不過輸給了皮克斯出品的《勇敢傳說》。

## 票房
美國颶風桑迪離去，戲院相繼重開，由於紐約及新澤西地區仍然停課，學生紛紛湧去看電影消磨時間，帶動《無敵破壞王》登上周五票房冠軍，上映票房1,340萬美元，是近年11月上映的動畫電影中成績最好者。
美國首週末三天收入4910萬美元，名列第一名。次週末收3305萬列第二名。
| 上一届： 《亞果出任務》           | 2012年美國週末票房冠軍 第44週 | 下一届： 《007：空降危機》 |
| 上一届： 《大雄的秘密道具博物館》 | 2013年日本週末票房冠軍 第12周 | 下一届： 《龍珠Z劇場版》   |

## 原聲帶
無敵破壞王的原聲帶是由英國作曲家兼樂手亨利·傑克曼（Henry Jackman）負責製作與作曲，包括貓頭鷹城市（Owl City）與DJ史奇雷克斯（Skrillex）等在電子音樂領域非常知名的新進藝人，與節奏藍調團體庫爾伙伴（Kool & the Gang）和因為改編電玩音樂走紅的搖滾二人團體巴克納與賈西亞（Buckner & Garcia）等1980年代走紅的樂團，皆參與了電影插曲的演唱。至於電影的第二片尾曲，則是由當紅的日本女子偶像團體AKB48演唱的《Sugar Rush》。
| 曲序     | 曲目                                  | 演唱者                              | 时长  |
| -------- | ------------------------------------- | ----------------------------------- | ----- |
| 1.       | When Can I See You Again?             | 貓頭鷹城市 （Owl City）             | 3:38  |
| 2.       | Wreck-It, Wreck-It Ralph              | 巴克納與賈西亞 （Buckner & Garcia） | 2:59  |
| 3.       | Celebration                           | 庫爾伙伴 （Kool & the Gang）        | 3:40  |
| 4.       | Sugar Rush                            | AKB48                               | 3:14  |
| 5.       | Bug Hunt（Noisia Remix）              | 史奇雷克斯 （Skrillex）             | 7:04  |
| 6.       | Shut Up and Drive                     | 蕾哈娜 （Rihanna）                  | 3:32  |
| 7.       | Wreck-It Ralph                        |                                     | 1:33  |
| 8.       | Life in the Arcade                    |                                     | 0:43  |
| 9.       | Jumping Ship                          |                                     | 1:06  |
| 10.      | Rocket Fiasco                         |                                     | 5:48  |
| 11.      | Vanellope von Schweetz                |                                     | 2:57  |
| 12.      | Royal Raceway                         |                                     | 3:23  |
| 13.      | Cupcake Breakout                      |                                     | 1:12  |
| 14.      | Candy Vandals                         |                                     | 1:39  |
| 15.      | Turbo Flashback                       |                                     | 1:42  |
| 16.      | Laffy Taffies                         |                                     | 1:35  |
| 17.      | One Minute to Win It                  |                                     | 1:17  |
| 18.      | Vanellope's Hideout                   |                                     | 2:33  |
| 19.      | Messing with the Program              |                                     | 1:20  |
| 20.      | King Candy                            |                                     | 2:11  |
| 21.      | Broken-Karted                         |                                     | 2:49  |
| 22.      | Out of the Penthouse, Off to the Race |                                     | 2:51  |
| 23.      | Sugar Rush Showdown                   |                                     | 4:15  |
| 24.      | You're My Hero                        |                                     | 4:16  |
| 25.      | Arcade Finale                         |                                     | 3:19  |
| 总时长： | 总时长：                              | 总时长：                            | 70:36 |

## 奖项
| 頒獎典禮                   | 獎項                                                 |
| -------------------------- | ---------------------------------------------------- |
| 第18届美国广播影评人协会奖 | 最佳动画片                                           |
| 第40届安妮奖               | 最佳动画电影、最佳导演、最佳编剧、最佳配音和最佳配乐 |
| 第70届金球奖               | 提名-最佳动画片                                      |
| 第85届奥斯卡金像奖         | 提名-最佳动画电影                                    |